# Ostermundigen
Ostermundigen je město v kantonu Bern, v okrese Bern-Mittelland. Nachází se v těsné blízkosti města Bern. Žije zde přibližně 18 tisíc obyvatel.

## Geografie
Ostermundigen je město v bernské aglomeraci a leží východně od Bernu na úpatí hory Ostermundigenberg. Ačkoli obec nemá městská práva, díky počtu obyvatel vyšším než 10 000 je statisticky považována za město.
Sousedními obcemi ve směru hodinových ručiček od severu jsou Ittigen, Bolligen, Stettlen, Muri bei Bern a Bern.

## Historie

Letecký pohled (1967)

První písemná zmínka o Ostermundigenu pochází z roku 1239 a zní Chonradus laicus de Osturmundingin. Místní jméno je osadním názvem, utvořeným ze starohornoněmeckého mužského osobního jména Ostermund, rozšířeného o příslušnostní příponu -ingen; „Ostermundigen“ tedy původně znamenalo „u Ostermundových lidí“.
V roce 1870 byla v Ostermundigenu zprovozněna první ozubnicová železnice v Evropě, která dopravovala horninu z tehdy největšího švýcarského lomu v Ostermundigenu na nádraží.
Samostatnou obcí je Ostermundigen až od svého oddělení od Bolligenu v roce 1983, předtím byl pouze tzv. čtvrtí Bolligenu. V posledních několika desetiletích se z bývalé dřevařské obce stala typická aglomerační obec s širokou občanskou vybaveností.
Ostermundigen je od roku 1979 partnerským městem německého Löhnbergu an der Lahn.

## Obyvatelstvo
| Rok            | 1836 | 1910 | 1930 | 1950 | 1955 | 1960 | 1965  | 1970  | 1975  | 1980  | 1985  | 1990  | 1995  | 2000  | 2005  | 2010  | 2015  | 2020  | 2023  |
| Počet obyvatel | 689  | 2325 | 3747 | 5339 | 6530 | 8754 | 11923 | 15854 | 16321 | 17034 | 17426 | 16762 | 16121 | 15384 | 15132 | 15667 | 17024 | 18005 | 18395 |

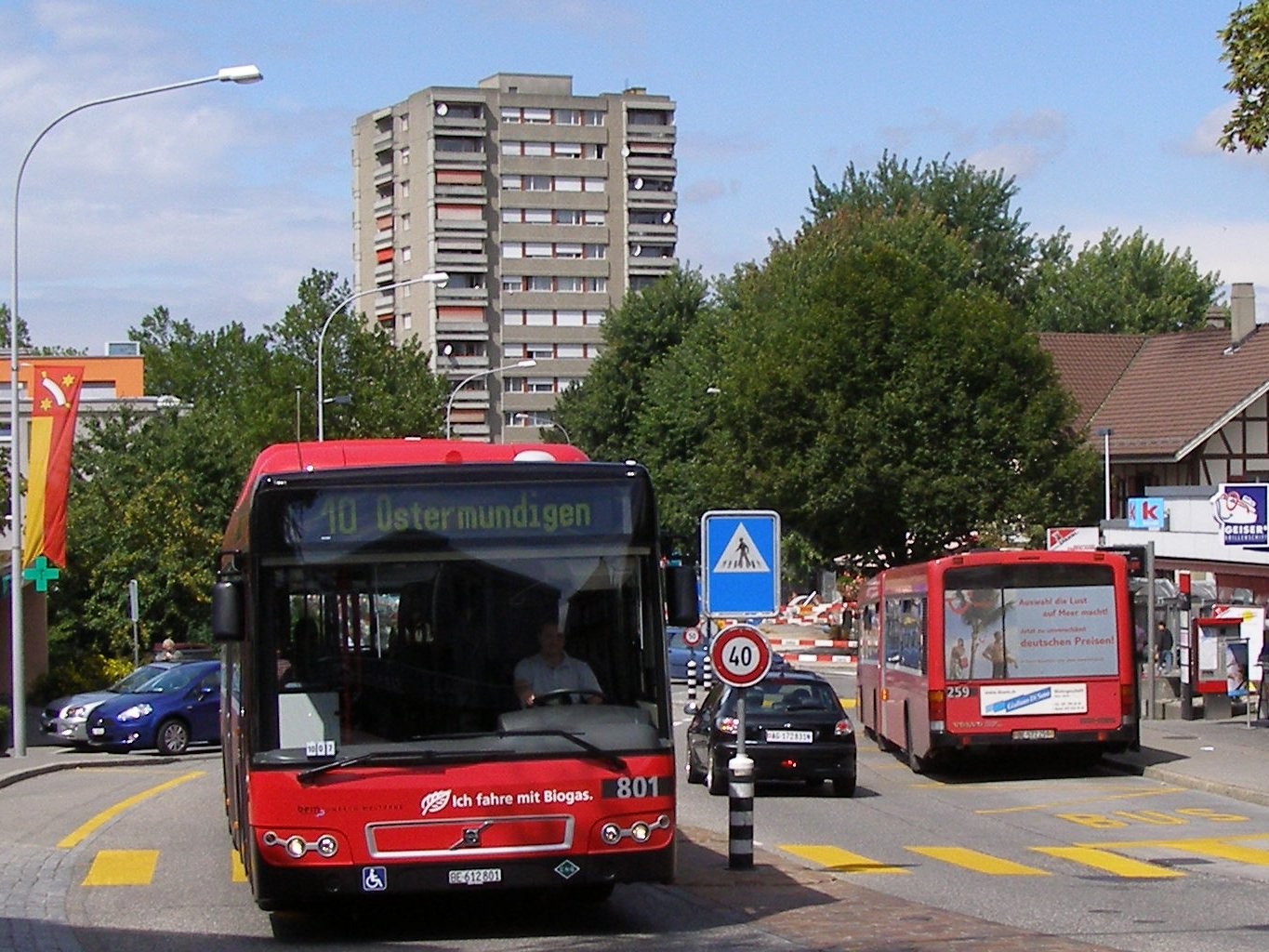
Centrum města

Většina obyvatel (k roku 2000) hovoří německy (12 677, tj. 82,0 %), druhým nejčastějším jazykem je italština (677, tj. 4,4 %) a třetím francouzština (372, tj. 2,4 %).

## Hospodářství
V Ostermundigenu sídlí řada malých a středních podniků. Největšími společnostmi se sídlem v obci jsou Intersport a Emmi. Švýcarská pošta provozuje v Ostermundigenu od roku 2004 distribuční centrum. Kromě těchto společností působí v Ostermundigenu také známé firmy jako Friedrich Sport AG a výrobce kabelů Kablan.

## Doprava

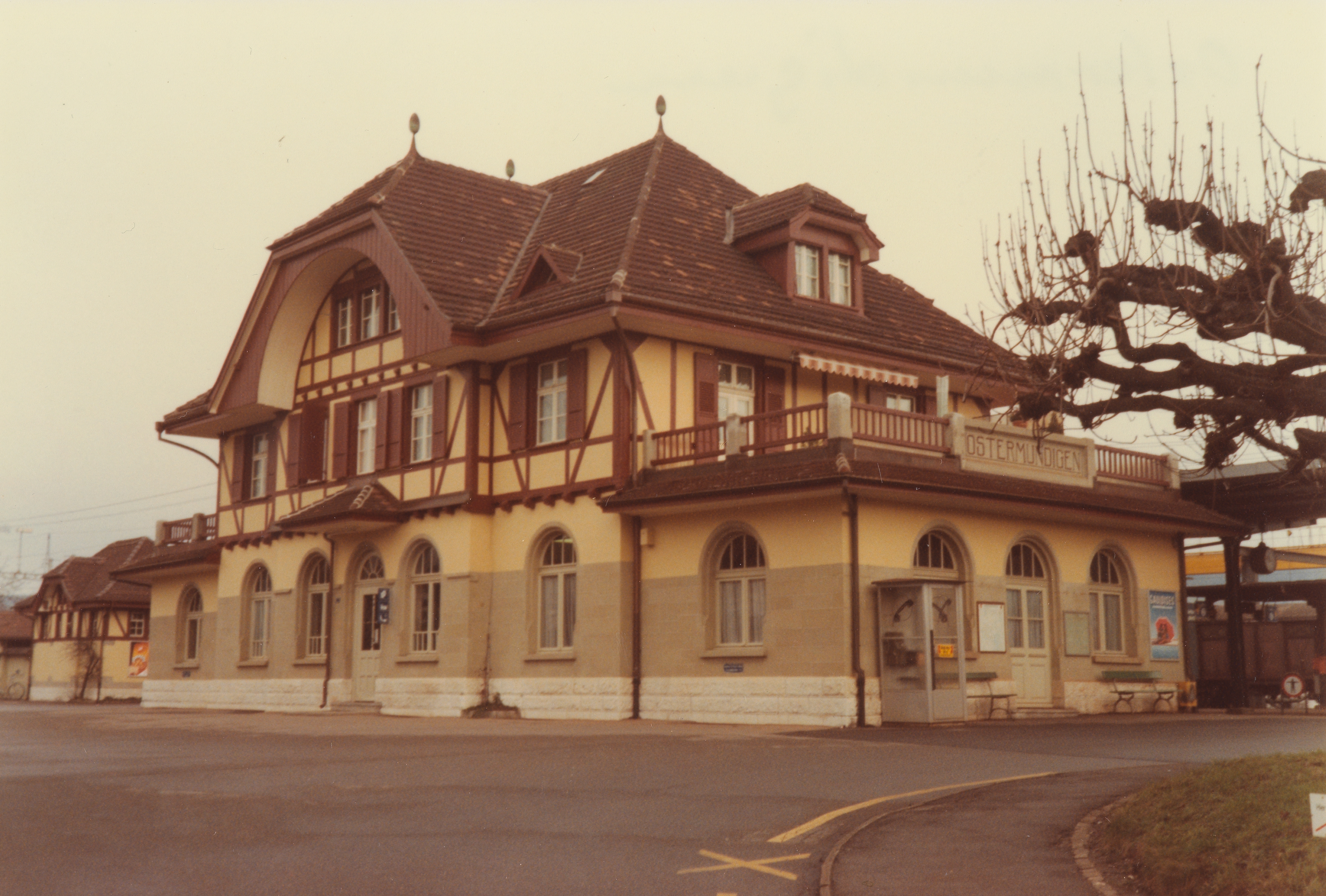
Železniční stanice

Ostermundigen byl poprvé napojen na veřejnou dopravu již v roce 1859 železniční tratí Bern–Thun. V roce 1924 byl napojen na síť linek městské hromadné dopravy města Bern.

## Osobnosti
- Ursula Andressová (* 1936), herečka
- Roman Josi (* 1991), hokejista